# PALplus
PALplus to rozszerzenie systemu kodowania obrazu telewizji analogowej PAL. Zostało opracowane w latach 80. XX wieku, wprowadzało lepszą separację barw oraz możliwość przesyłania obrazu w formacie 16:9. Było stosowane od początku lat 90. w niektórych stacjach telewizyjnych na terenie zachodniej Europy. W Polsce system ten zastosowała TVP Polonia. System PALplus nigdy nie zdobył szerszej popularności, przegrywając z telewizją cyfrową.

## Format 16:9
O proporcjach emitowanego obrazu (16:9 lub 4:3) odbiornik informowany jest specjalnym sygnałem. Podczas pracy w trybie 16:9 w rysowaniu obrazu bierze udział 576 linii, co podnosi rozdzielczość pionową obrazu, czyniąc ją odpowiednią dla szerszego formatu. Dla zapewnienia kompatybilności szerokość sygnału wideo pozostaje 5 MHz. Umożliwia to uzyskanie około 533 pikseli na linię obrazu.